# Ієгуді Менухін

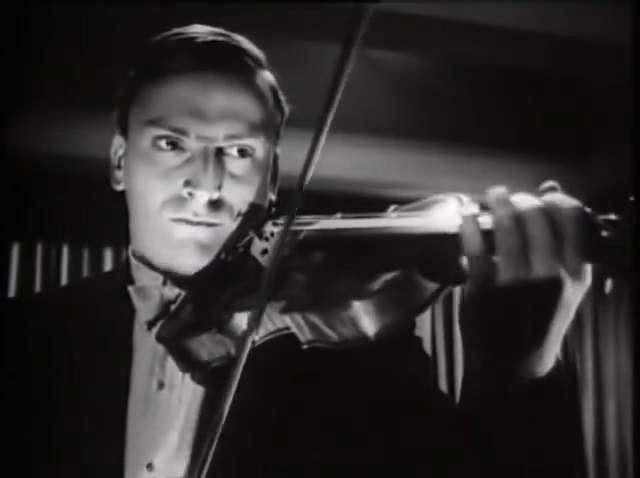
Єгуді Менухін

Єгу́ді Мену́хін (англ. Yehudi Menuhin, Baron Menuhin; 22 квітня 1916, Нью-Йорк — 22 березня 1999, Лондон) — скрипаль, диригент, педагог та письменник. Попри те, що він народився у США, у 1970 році отримав громадянство Швейцарії, а пізніше (у 1985 році) — Великої Британії, де, власне, і зробив більшу частину своєї кар'єри.

## Дитинство
Єгуді народився у Нью-Йорку 22 квітня 1916 року в родині литовського єврея та караїмки, яка іммігрувала із Росіїйської імперії шість років до того. Після народження сина сім'я переїхала до Сан-Франциско. Батько Мойше Менухін (первісно Мнухін) рабин, народився в Гомелі, а мати Марута Шер, караїмка, народилася в Ялті. Мати Ієгуді чудово грала на віолончелі та на фортепіано, хлопчику не було й двох років, як його вперше узяли на концерт симфонічного оркестру. Коли Менухіну виповнилося 5 років, його тітка купила йому його першу скрипку і віддала на навчання до Зігмунда Анкера. Перші спроби оволодіти інструментом були надзвичайно складними через уроджену скороченість пальців, проте вже через півроку юний Ієгуді зміг виступати в престижному учнівському окрестрі «Фермонт». З семи років хлопчика почав опікувати концертмейстер симфонічного оркестру Луїс Персінгер.
Надзвичайний талант хлопчика помітив місцевий меценат Сідней Ерман. Він дав пораду відправити Менухіна на навчання до Парижу, а витрати він бере на себе. Отже, восени 1926 року, уся сім'я вирушила до Парижа. Там Ієгуді зустрів відомого скрипаля, диригента й композитора Джордже Енеску, який став для Менухіна не тільки педагогом й вихователем, а й батьком і другом. Енеско заповів Ієгуді його дорогоцінні скрипки.

## Початок концертної діяльності

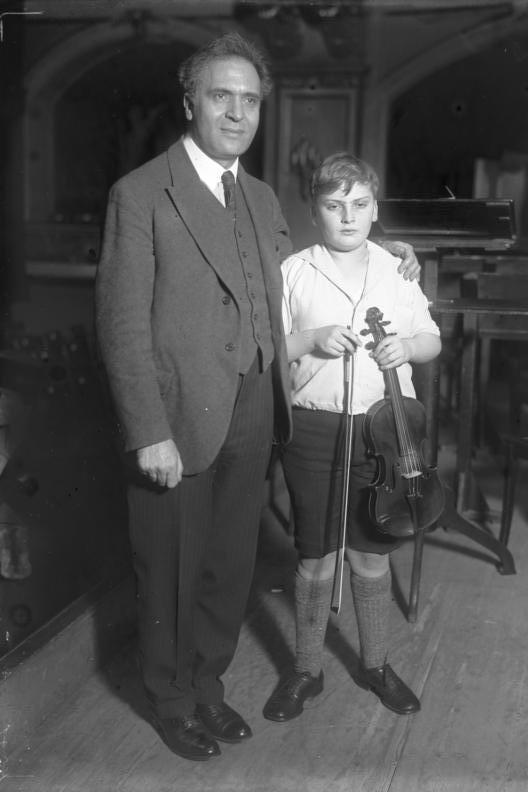
Диригент Бруно Волтер (ліворуч) і молодий скрипаль Ієгуді Менухін

Юний скрипаль починає концертну діяльність уже в 12 років. Спочатку пару концертів у Парижі, а потім сенсаційний виступ у Нью-Йорку, в Карнегі-хол. Невтомна праця над звуком привела до неймовірних результатів. У платівках 14-річного Менухіна ми бачимо два дуже різні твори — «Кампанелу» Паганіні і транскрипцію пісні Любаші з опери Римського-Корсакого «Царська наречена». І якщо перший твір ставить опановування (хай і високою, але доступною іншим) віртуозною майстерністю, то другий вимагає виняткової драматичної сили. Менухін чудово виконав цю задачу. І далі серед його записів ми бачимо абсолютно різні за стилем й характером твори, як сонати Баха, концерт Паганіні, «Іспанська симфонія» Лало, концерти Моцарта тощо.
До Менухіна приходить світова слава. У Берліні поліція ледве стримувала натовп, які влаштували музиканту 45-хвилинну овацію. А в Римі люди розбили вікна у концертному залі Аугустео, намагаючись попасти туди. У 1931 році Менухін отримав першу премію на конкурсі Паризької консерваторії.
Інтенсивна концертна діяльність продовжувалась до 1936 року. Музикант раптом перервав всі свої концерти й оселився з батьками й сестрами у Каліфорнії.

## Друга Світова Війна
У середині 1938 року музикант вийшов з добровільного ув'язнення і одружився з Нолою Ніколас, яка народила сина і дочку.
За час Другої світової війни Менухін дав понад 500 концертів майже в усіх місцях, де проходили бойові дії. Наприкінці 1943 року Ієгуді їде в Англію, де розпочинає бурхливу концертну діяльність. Там же він і зустрічає англійську балерину Діану Голд, від шлюбу з якою на світ з'являються Джеральд і Єремія.
Невдовзі після перемоги над фашизмом Менухін робить ще одне турне по країнах-союзницях, і, зокрема, Індії. Там він захопився практикою йоги (див. B. K. S. Iyengar, з яким Менухін товаришував усе подальше життя).
Менухін багато грав зі своєю улюбленою сестрою, видатною піаністкою — Хепзібах Менухін.

## Подальша діяльність
Менухін продовжує давати концерти, а крім того він диригує та викладає. У 1962 році він засновує Школу Ієгуді Менухіна в Сурреї. У 1983 році разом з Робертом Мастерсом започатковує Міжнародний Конкурс Ієгуді Менухіна для молодих скрипалів. Менухін мав найдовший за всю історію контракт з компанією звукозапису EMI — 70 років. За цей термін він зробив понад 300 записів і як виконавець, і як диригент.
Менухін грав не тільки класичну музику, ще він захоплювався джазом. З 1970 по 1990 роки він виконував джаз разом із скрипалем Стефаном Граппеллі. У 1990 році Ієгуді став першим диригентом Азійського Молодечного Оркестру, і з ним він давав концерти по всій Азії.

## Цікаві факти
- Ось що пише про нього Уінтроп у своїй статті:

|  | Менухін веде досить неспокійний образ життя. Його жінка називає його «агентом по розповсюдженню скрипкової музики». У нього є своя вілла біля Сан-Франциско, проте він проводить там один-два тижні на рік. Найхарактерніше для нього оточення — каюта океанського лайнера, чи купе пульманівського вагону, які він займав протягом своїх безперервних турне. Коли поруч немає жінки, він з якоюсь ніяковістю входить до окремого купе — йому здається незручним займати купе для декількох пасажирів. Проте йому насправді зручніше в окремому купе, тому що він виконує масу фізичних вправ, багато з яких — з системи йогів. На його думку, ці вправи мають пряме відношення до його здоров'я — чудовому, і душевному стану — безхмарному. В програму цих вправ входить стояння на голові протягом п'ятнадцяти хвилин щодня — подвиг, при будь-яких умовах зв'язаних з надзвичайною координацією мускулів, в поїзді чи пароплаві, які скажено гойдаються. Це потребує надлюдської витривалості. |

- Менухін перший у світі виконав надскладний концерт Елгара з композитором як диригентом.
- Бела Барток на прохання Менухіна написати щось невеличке для нього, створив свою славнозвісну сонату.
- Альберт Ейнштейн, прийшовши на один з концертів молодого Менухіна, сказав: «Тепер я знаю, що на світі є Бог!»
- Бруно Монсенжон зняв про нього відомий фільм «Скрипка століття».

## Відомі учні
- Валерій Соколов

## Менухін і Україна
Ієгуді був знайомий з відомим українським бандуристом Романом Гриньків і вони записали спільний альбом. Сам Ієгуді казав, що йому сильно подобається бандура. Він хвалив бандуру та її красивий, мелодичний звук.

## Менухін в Інтернеті
- Офіційний сайт Менухіна [Архівовано 13 травня 2022 у Wayback Machine.]
- Міжнародний фонд Ієгуді Менухіна [Архівовано 13 березня 2022 у Wayback Machine.]
- Міжнародний Конкурс Ієгуді Менухіна для молодих скрипалів [Архівовано 11 травня 2008 у Wayback Machine.]
- Фестиваль імені Менухіна
- Ієгудіана, книга про Менухіна [Архівовано 18 липня 2011 у Wayback Machine.]